# Catedral metropolitana de Tlalnepantla
La Catedral de Tlalnepantla, o Catedral de Corpus Christi, fue consagrada el 23 de agosto de 1964. Anteriormente se fundó en el lugar, el Convento de San Francisco, levantado por la orden franciscana en el año de 1525 de acuerdo con la traducción de la fecha que proporciona el topónimo de Tenayuca ubicado en la Porciúncula.
Posteriormente comenzó a ser construido un templo de techo plano, con vigas de madera, cuya altura era mucho menor que la actual el cual llevó por nombre Corpus Christi. Después del incendio del año 1666, sería modificada su estructura y arquitectura.
Durante el temblor de principios del siglo XX, el edificio sufriría grandes daños, por lo cual hubo la necesidad de efectuar reparaciones que se pueden constatar en las paredes del lado norte.
Entre algunas de las piedras utilizadas para su levantamiento, se pueden observar otras con glifos y con grecas de la época indígena y colonial.
En el año de 1622, se inició la construcción del altar al Santo Patrono de Tlalnepantla, San Isidro Labrador, de acuerdo con los archivos parroquiales del Sagrario de Tlalnepantla.
Es un templo de nave de cañón corrido, con la disposición clásica de los monasterios del siglo XVI, con una nave central, adosada a un claustro y un atrio a las afueras de ambos edificios. En su porciúncula o puerta norte fueron grabados por manos indígenas los glifos de los pueblos de Tenayuca y Teocalhueyecan, que fueron congregados por los frailes franciscanos en medio de ambos pueblos, formando Tlalnepantla, "tierra de en medio".
En el claustro se conservan pinturas de estilo tequitqui en los nichos y cenefas. Además, en el piso superior del claustro se localizan las oficinas del Arzobispado.
Aún se puede observar un reloj de sol en la parte superior del claustro. Actualmente en la catedral metropolitana de Tlalnepantla trabajan diversos grupos a los cuales puedes asistir como es el catecismo infantil, grupo juvenil, grupos pastorales, entre otros.

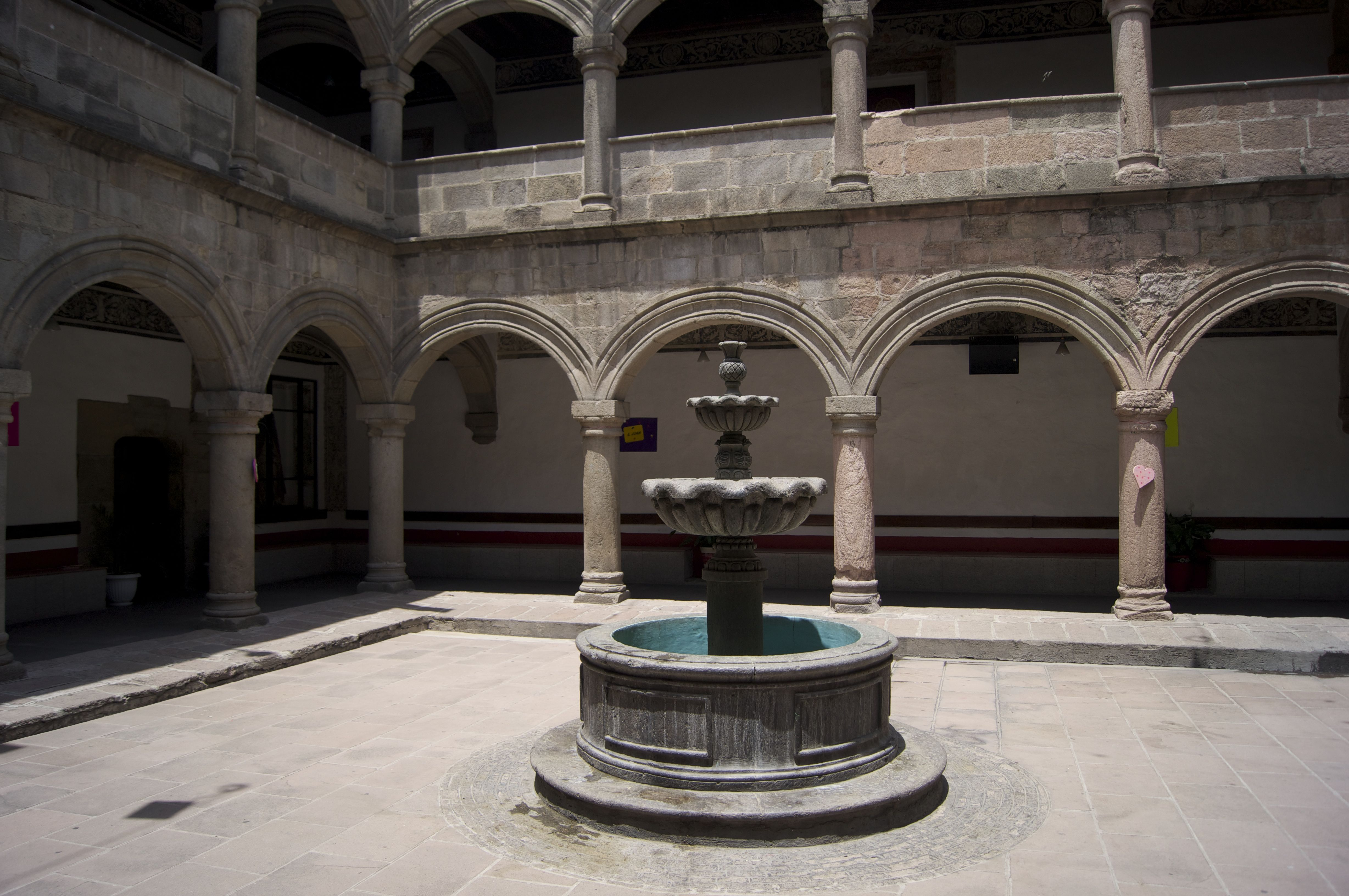
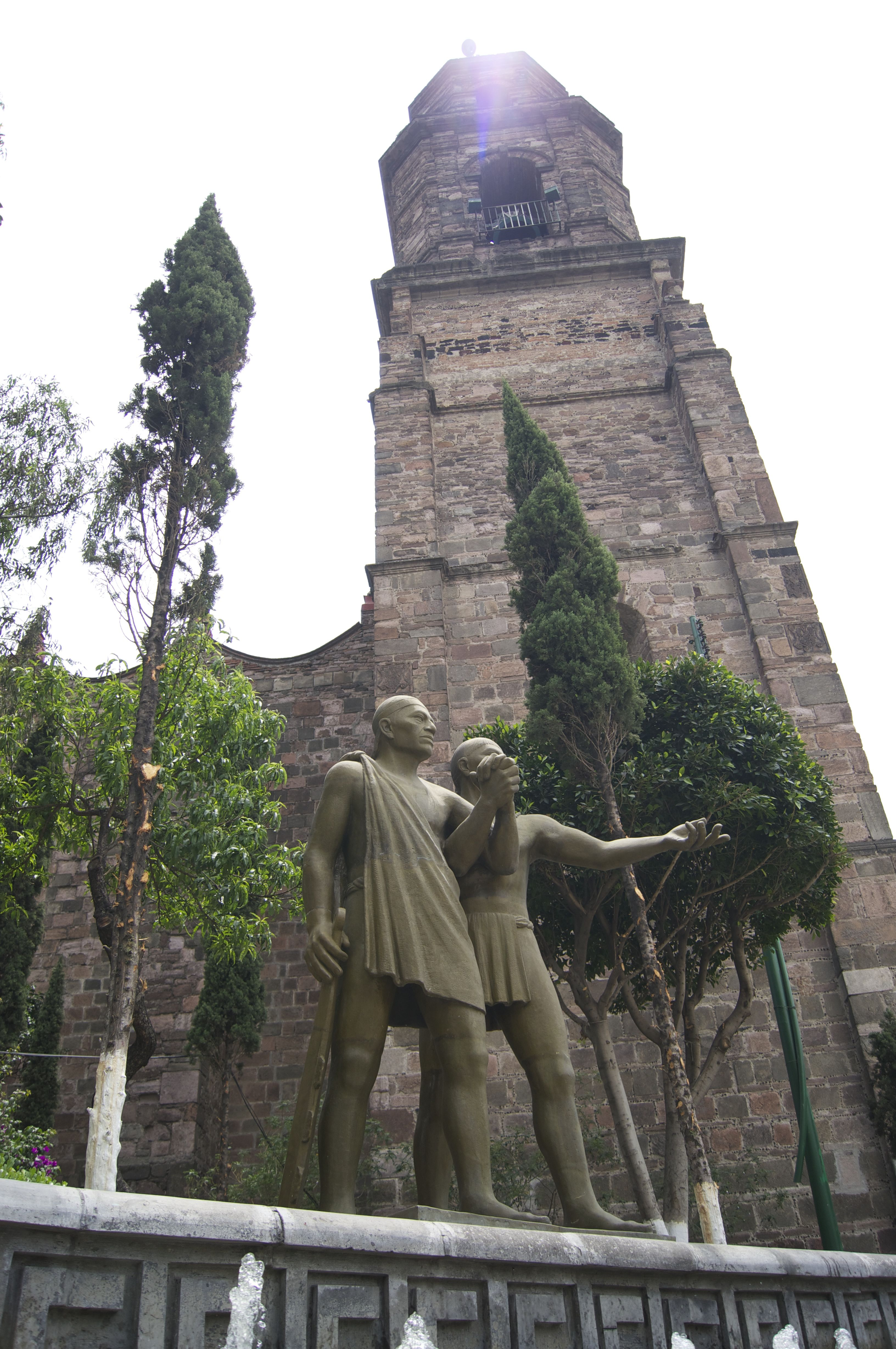
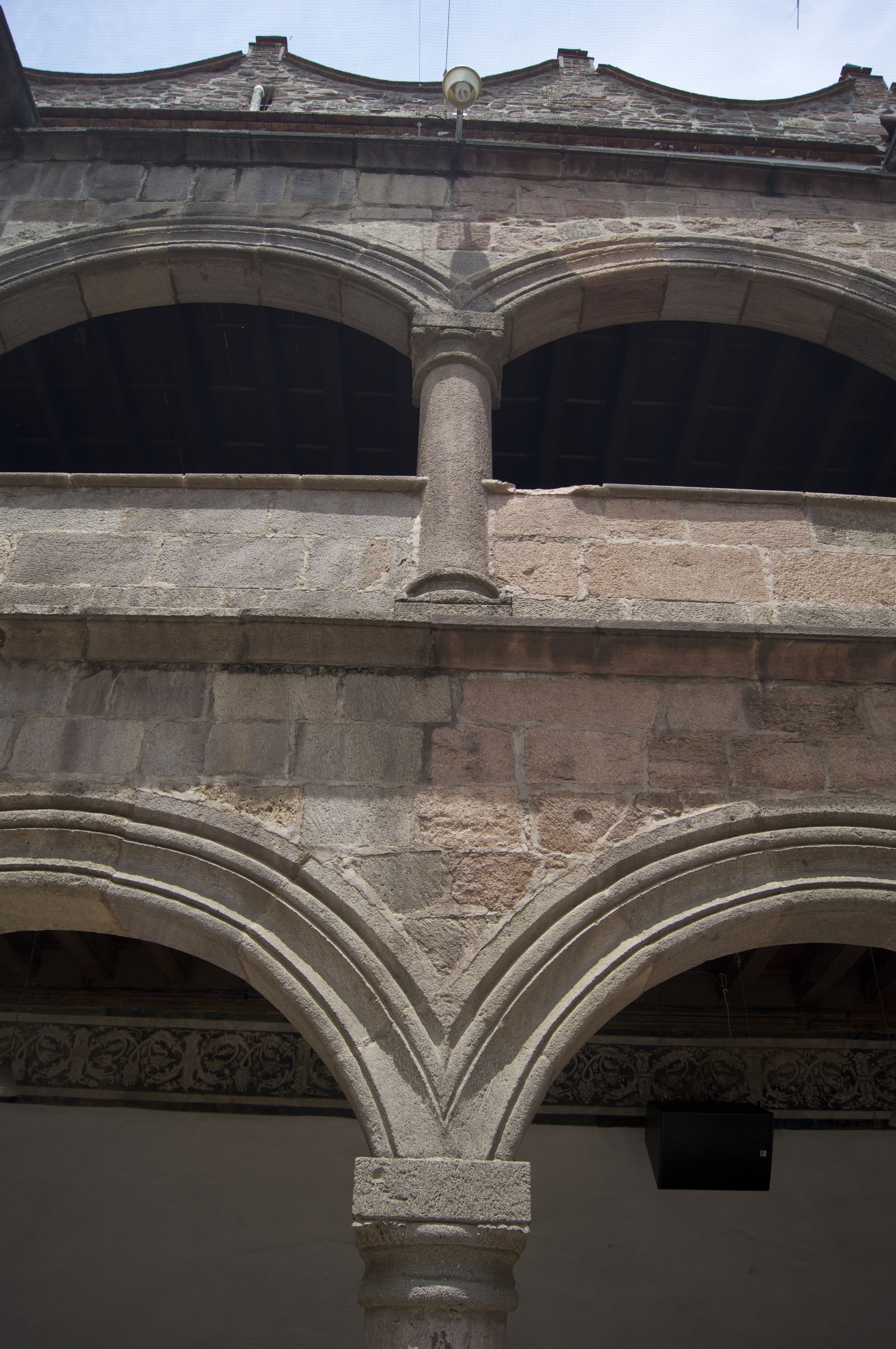

- Datos: Q5758393
- Multimedia: Cathedral of Corpus Christi in Tlalnepantla / Q5758393